# ذخیره‌گاه طبیعی ایلمنسکی
ذخیره‌گاه طبیعی ایلمنسکی (انگلیسی: Ilmensky Nature Reserve) یک ذخیره‌گاه و منطقه حفاظت شده در استان چلیابینسک کشور روسیه است.